# 智瑶
智 瑶（ち よう、生年不詳 - 紀元前453年）は、春秋末期の晋の政治家・武将。姓は不明、氏は荀、もしくは領地名から智（または知）、諱は瑶、諡は襄。智伯または智襄子とも呼ばれる。

## 生涯

### 前歴
智氏が属する荀氏の遠祖は一説では殷の王族の末裔だといわれる。
智氏は晋の中でも荀氏の分家として、中行氏（荀氏の本家）やその婚姻の范氏（士氏の分家）と共に晋の六卿の中でも名門中の名門だったという。だが、智瑶の祖父の智躒（智文子）は、勢力拡大のために六卿の魏氏・韓氏・趙氏と結託して本家である中行氏を攻撃。中行氏は滅亡し、続いて范氏も滅亡に追い込まれた。滅ぼされた両氏の所領は智氏・魏氏・韓氏・趙氏の四卿によって分割された。

### 野望
孫の智瑶が当主になったころ、当時の晋公であった出公は彼らの専横を憎みこれを討伐しようとしたが四卿は反撃。敗れた出公は逃走中に死亡し、智瑶が擁立した哀公が出公の後を継いだ（紀元前458年）。哀公は傀儡に過ぎず、晋の実権は智瑶によって掌握された。これを機に智瑶は晋にとってかわる野望を抱くようになる。
しばらくして、かつて范氏と中行氏の家臣であった豫譲が彼に仕官した。智瑶は豫譲の才能を認めて彼を国士として優遇した。この待遇に感激した豫譲は智氏の滅亡後、智瑶の仇を討つべく奔走することとなる。

### 晋陽の戦い
数年後、智瑶は魏氏・韓氏・趙氏に所領の割譲を要求した。魏氏の当主の魏駒（魏桓子）と韓氏の当主の韓虎（韓康子）は恫喝に屈して所領の一部を割譲したが、趙氏の当主の趙無恤（趙襄子）はこれを拒絶。智瑶は趙氏を滅ぼすために兵を発し、智瑶の要請を受けた魏駒・韓虎も兵を率いて従軍した。
智氏・魏氏・韓氏の連合軍を率いた智瑶は趙氏の本拠地である晋陽を攻めた（晋陽の戦い）。晋陽の守りが堅いことを知った智瑶は水攻めを決行。戦いが始まって一年が経ったころには晋陽の食糧は底をつき、ついには落城寸前となった。

### 敗死
絶体絶命の窮地に陥った趙無恤は魏駒と韓虎に密使を派遣。「智伯は強欲な男であり、このわたしがやつに滅ぼされた後には今度は貴公らの番である」と離反をそそのかした。
内心では智瑶を不快に思っていた魏駒・韓虎はこれに応じ、智氏の軍を奇襲。趙襄子も城を出て総攻撃をかけた。形勢は逆転し智氏の軍は壊滅。智瑶は捕虜となり、その後殺害された。智氏は滅亡し、その所領は魏氏・韓氏・趙氏によって三分された。
趙無恤は酒の席で智瑶に酒を浴びせかけられたことがあり、それ以来彼を深く恨んでいた。智瑶の死後、趙無恤は智瑶の頭蓋骨に漆を塗って杯とし、さらしものにしたという。
死後、「襄」を諡され、智襄子とも呼ばれる。なお、戦国時代後期に現れた荀子は、滅びた智氏の一族の末裔だという。